# La Vie des artistes
Pour plus de détails, voir Fiche technique et Distribution.
La Vie des artistes est un film documentaire français réalisé par Bernard Roland, sorti en 1938.

## Synopsis
« Confidences sur la vie privée des artistes de l'écran, du cirque et de la radio » (Affiche du film).

## Fiche technique
- Titre : La Vie des artistes
- Réalisation : Bernard Roland
- Musique : Vincent Scotto
- Production : Société parisienne de diffusion cinématographique
- Format :  Noir et blanc - 35 mm - Son mono
- Pays d'origine :  France
- Date de sortie : 7 septembre 1938

## Distribution
- Henri Alibert
- Grégoire Aslan
- Henriette Lafond
- Rose Carday
- Vincent Scotto
- André Luguet
- Jimmy Gaillard
- Albert Préjean
- Erich von Stroheim
- Georges Sellers
- Piletto
- Ded Rysel
- Henri Contet
- Béby